# Isaac Puente
Isaac Puente Amestoy (3. července 1896, Las Carreras, Baskicko – 1. září 1936 Pancorbo) byl baskický lékař a anarchokomunista. Zajímal se také anarcho-naturismem a byl aktivním členem Národní konfederace práce (CNT). Nejznámější je pro svůj pamflet Comunismo libertario.

## Životopis
Puente vystudoval lékařskou fakultu a jako lékař též působil na různých místech Španělska. Začátkem 20. let se ještě považoval za politicky nevyhraněného humanistu, který se soustředil na zdravotní a sociální osvětu v zaostalém a silně katolickém Španělsku. Přestože již v roce 1923 napsal několik příspěvků se zdravotnickou tematikou do anarchistických tiskovin, politicky zůstával republikánem a věřil v cestu vládních reforem. Na podzim roku 1930 se zúčastnil několika shromáždění a konferencí lokálních skupin CNT v baskické Vitorii, při nichž se začal blíže zajímat o anarchosyndikalismus. Zanedlouho se stal členem CNT.
Jako lékař nadále publikoval své odborné články např. v La Medicina Ibera či La Medicina Argentina. Jeho práce (Menstruace, její příznaky a hygiena, Jak léčit sexuální impotenci, Mikroby a infekce…) se věnovaly porodnosti, antikoncepci, sexuální osvětě, zdraví. Své myšlenky šířil čím dál častěji i v anarchistickém tisku, přičemž nezůstával jen u problematiky zdravotně – osvětové. Propagoval zejména zásady libertinského komunismu jakožto prostředku pro praktickou cestu k dosažení anarchistické společnosti. Anarchistické názory rozvíjel i v některých svých dílech – Poznámky o libertinském komunismu (1932), Svobodný komunismus (1932), Společnost budoucnosti: anarchistický komunismus (1933), apod.
V roce 1933 se Puente zapojil také do přímé revoluční práce CNT. Stal se aktivním účastníkem protivládního povstání, jež však bylo krvavě potlačeno. Byl nejen mučen, ale taktéž obviněn (spolu s Durrutim a Merou) v následném procesu.
Propuštění z vězení se dočkal až na jaře 1934. V květnu 1936 se v Zaragoze konal IV. kongres CNT, který projednával úkoly v blížící se revoluci. Řada bodů v rezolucích byla odvozena z prací I. Puenteho (ale i dalších teoretiků, např. Federica Urala). Po vypuknutí občanské války se Puente pohyboval na území ovládaném fašisty a agitoval. 28. července byl zatčen falangistickou jednotkou a o čtyři dny později – s několika dalšími lidmi – zastřelen na fašistické střelnici ve vesnici Maezta. Zůstala po něm žena Luisa García a dcera Emeria Luisa.
V průběhu revoluce v letech 1936–37 zaváděla CNT do praxe řadu zdravotnických opatření navrhovaných v minulosti právě Puentem. Taktéž se za revoluce na mnoha místech podařilo do značné míry realizovat jeho principy libertinského komunismu, zejména v zemědělských oblastech (v průmyslových centrech převládly myšlenky kombinovaných forem vlastnictví a ekonomických experimentů Diega Abad de Santillana z FAI).